# Sundark and Riverlight
Albums de Patrick Wolf
Lupercalia (album)
(2011)
Sundark and Riverlight est une double compilation acoustique célébrant les dix ans de carrière de Patrick Wolf. Elle devrait sortir le 15 octobre 2012 au Royaume-Uni en parallèle de sa tournée « 10 year anniversary : Acustic world tour ».

## Histoire
C'est par une longue lettre postée sur son site officiel que Patrick Wolf annonce la sortie de cette compilation revenant sur ses dix ans de carrière dont tous les titres présents ont été réarrangés et réenregistrés en versions acoustiques inédites aux Real World Studios.

## Pochette
La pochette est réalisée par le directeur artistique David Motta et la photographe Saga Sig à la Hilles House à Gloucester, où vécut John Blow, un des compositeurs baroque préférés de Patrick Wolf. La pochette est illustrée par une photographie de Patrick Wolf habillé dans un style médiéval avec la chemise qu'il portait pour la photographie de la pochette de son premier album Lycanthropy et il tient un gusli, qui lui a été offert par sa communauté de fans russes, devant une tapisserie de William Morris représentant la peinture Le Printemps de Botticelli.

## Liste des titres
| 1. | Wind In The Wires | Wind in the Wires  | 3:54 |
| 2. | Oblivion          | The Bachelor       | 2:52 |
| 3. | The Libertine     | Wind in the Wires  | 4:20 |
| 4. | Vulture           | The Bachelor       | 4:48 |
| 5. | Hard Times        | The Bachelor       | 3:17 |
| 6. | Bitten            | Brumalia EP        | 3:20 |
| 7. | Overture          | The Magic Position | 4:08 |
| 8. | Paris             | Lycanthropy        | 4:31 |

| 1. | Together           | Lupercalia         | 4:59 |
| 2. | The Magic Position | The Magic Position | 3:52 |
| 3. | Bermondsey Street  | Lupercalia         | 5:01 |
| 4. | Bluebells          | The Magic Position | 3:44 |
| 5. | Teignmouth         | Wind in the Wires  | 4:09 |
| 6. | London             | Lycanthropy        | 3:52 |
| 7. | House              | Lupercalia         | 3:18 |
| 8. | Wolf Song          | Lycanthropy        | 3:01 |